# Laufkuckuck
Der Laufkuckuck (Carpococcyx radiceus, Syn. Carpococcyx radiatus), auch Borneo-Laufkuckuck (bzw. Borneolaufkuckuck) genannt, ist eine Art aus der Familie der Kuckucksvögel, der zu den sogenannten Laufkuckucken gehört. Er ist ein großer Kuckuck, der ausschließlich auf Borneo vorkommt und mit seinem Körperbau an einen Fasan erinnert. Er hält sich überwiegend auf dem Boden auf und fliegt bei Gefahr nur selten auf, sondern sucht in der Regel laufend Deckung im Unterholz.
Anders als viele Arten innerhalb der Kuckucke ist der Laufkuckuck kein Brutparasit, sondern zieht seinen Nachwuchs selber groß. Die IUCN stuft den Laufkuckuck als potentiell gefährdet ein. Er ist grundsätzlich kein häufiger Vogel. Obwohl er auch Sekundärwald als Lebensraum annimmt, ist eine Bedrohungsursache eine zunehmende Fragmentierung der Wälder, die seinen Lebensraum darstellen. Wegen seines unangenehm schmeckenden Fleisches wird er von der indigenen Bevölkerung Borneos nicht gejagt. Er kommt jedoch immer wieder in Fallen um, die für anderes Jagdwild gestellt wurde.

## Merkmale

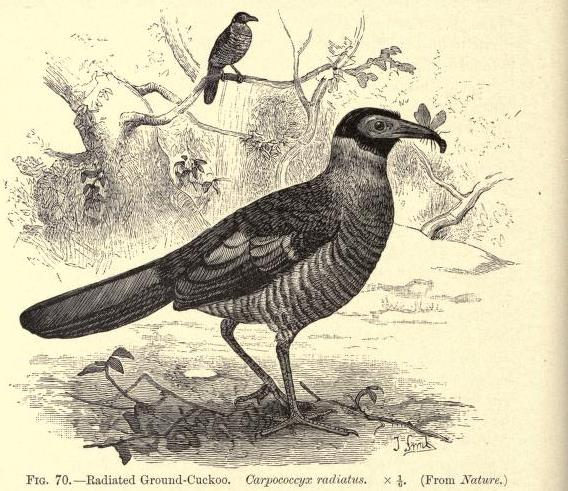
Laufkuckuck, Illustration

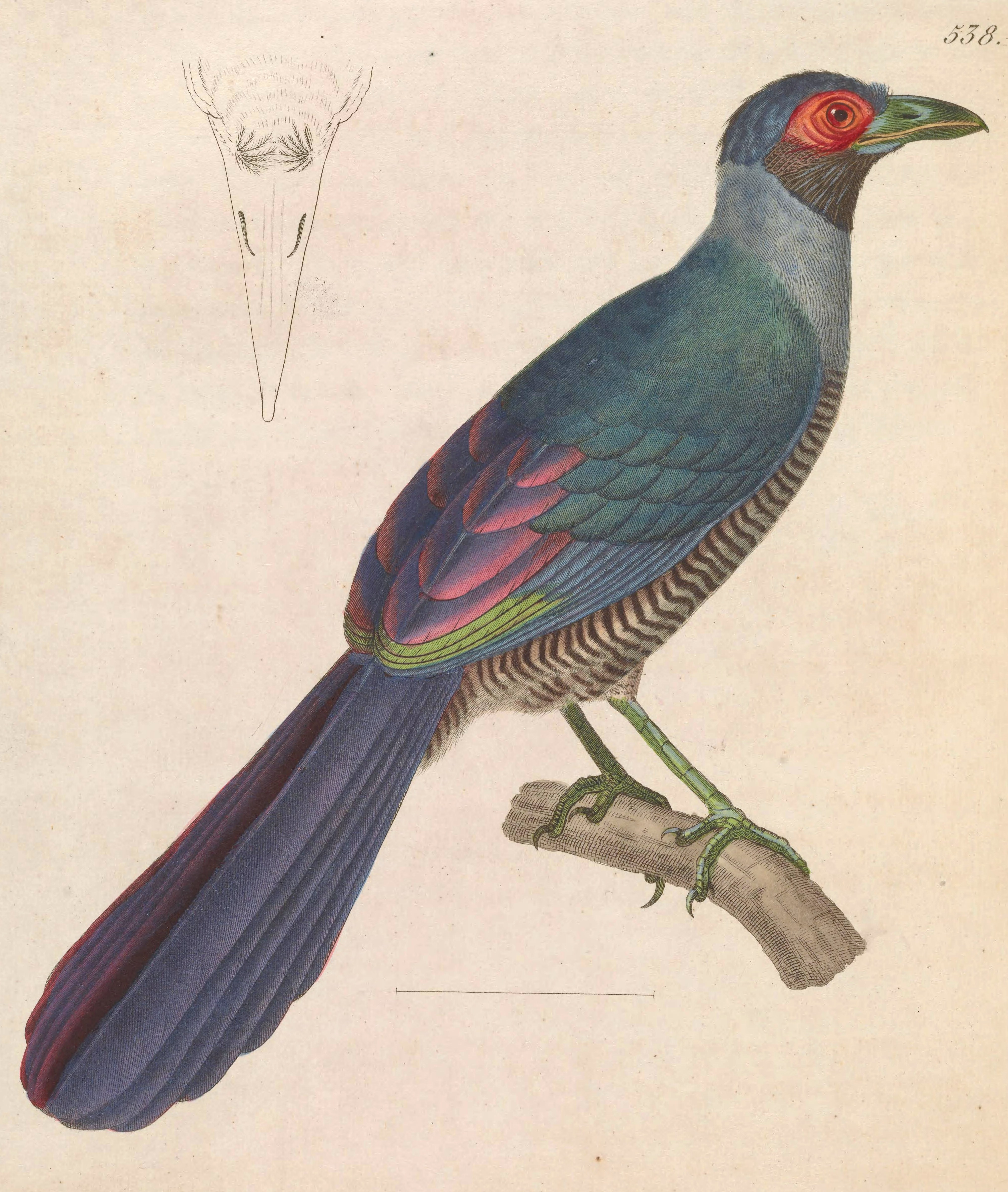
Laufkuckuck, Illustration

Der Laufkuckuck erreicht eine Körperlänge von bis zu 60 Zentimeter und zählt damit zu den großen Kuckucken. Auf den Schwanz entfallen durchschnittlich rund 30 Zentimeter. Der leicht nach unten gebogene Schnabel hat eine Länge von 4,7 Zentimeter. Es liegen nur wenige Daten über die Gewichte dieser Kuckucksart vor. Ein im August gewogenes Männchen hatte jedoch ein Gewicht von 455 Gramm, ein im September gewogenes Weibchen wog 540 Gramm.
Es gibt keinen ausgeprägten Geschlechtsdimorphismus. Sowohl bei Männchen als auch den Weibchen sind der Kopf, der Nacken, das Kinn und die obere Kehle schwarz. Der vordere Rücken ist matt grünlich-violett, der hintere Rücken und der Bürzel sind matt rötlich mit einer dunkelgrünen Sperberung. Die Flügeldecken sind matt grün-violett, die Schwingen dagegen blauviolett mit einem bronzenen Schimmer. Über die Vorderbrust und die unteren Halsseiten verläuft ein breiter blass-violetter Ring. Die Körperunterseite ist ansonsten weißlich bis blass bräunlich und kräftig graugrün bis mattbraun gesperbert. Die Sperberung ist am ausgeprägtesten an den Flanken. Die Steuerfedern sind auf der Oberseite glänzend blauviolett und glänzend grauschwarz auf der Unterseite. Die Iris ist braun und von einem grauen Ring umgeben. Der breite Lidring ist blaugrün.
Jungvögel gleichen den adulten Vögeln, haben jedoch eine graue Kehle und der Oberkopf ist dunkel braungrün. Die Federn am hinteren Rücken, am Bürzels und die der großen Flügeldecken sind rötlich-braun gesäumt. Die Körperunterseite ist blass bis rötlich braun. Bei einigen Individuen fehlt die Sperberung.

## Verbreitung und Lebensraum
Der Laufkuckuck kommt nur auf Borneo vor, einer Insel im Malaiischen Archipel in Südostasien. Er kommt ausschließlich in den Tiefebenen dieser Inseln vor und ist dort im 21. Jahrhundert an 50 Stellen beobachtet worden. Davon befinden sich 10 bis 11 in Sabah, etwa 15 in Sarawak, 5 in Brunei, 13 in Ost-Kalimantan, vier in Zentralkalimantan und 5 bis 7 in Westkalimantan.
Der Lebensraum sind trockene Wälder in Flussnähe, in denen Flügelfruchtgewächse dominieren.

## Lebensweise
Der Laufkuckuck ist ein scheuer und schwierig zu beobachteter Vogel. Er hält sich überwiegend am Boden auf, ist aber in der Lage, auch durchs Unterholz zu fliegen. Gelegentlich hüpft er mit leicht gespreizten Flügeln auch von Ast zu Ast. Über die Fortpflanzung ist nur wenig bekannt. Die Brutzeit scheint jedoch in den Zeitraum Februar bis Juli zu fallen.
Zwei Laufkuckucke wurden dabei beobachtet, wie sie Bartschweinen folgten und aus der aufgebrochenen Erde Gliederfüßer aufpickten. Sie hielten sich dabei weniger als 1 Meter von den Schweinen entfernt auf. Erhitzøe weist darauf hin, dass dieses Verhalten möglicherweise typisch für diese Kuckucksart ist: in drei von fünf in Ostkalimantan gesprochenen Sprachen wird der Vogel als „Schweinevogel“ bezeichnet. In Mägen von Laufkuckucken hat man außerdem Käfer, Ameisen, kleine Schlangen, Frösche,  sowie kleine Samen und Früchte nachweisen können.

## Einzelbelege
1. ↑  Quentin Phillipps, Karen Phillipps: Phillipps’ Field Guide to the Birds of Borneo. John Beaufoy Publishing, Oxford, UK 2011, ISBN 978-1-906780-56-2.
2. 1 2 3 4  Erhitzøe, Mann, Brammer, Fuller: Cuckoos of the World. S. 208.
3. ↑  Laufkuckuck in der Artenliste der IUCN. Eingestellt von: BirdLife International, 2012. aufgerufen am 16. August 2016.
4. 1 2 3 4  Erhitzøe, Mann, Brammer, Fuller: Cuckoos of the World. S. 209.